# Biscayne Bay
De Biscayne Bay (Spaans: Bahía Vizcaína) is een baai of lagune aan de Atlantische Oceaan in het uiterste zuidoosten van de aaneengesloten staten van de Verenigde Staten en het zuiden van de staat Florida. De baai is ongeveer 56 km lang en 13 km breed. Ze wordt meestal verdeeld met het oog op analyse in drie delen: North Bay, Central Bay en South Bay. Het gebied van de baai is 1.110 km² groot. Het stroomgebied van de rivieren die in de Biscayne Bay uitmonden beslaat 2.430 km².
De baai gaf zijn naam aan onder meer de plaats Biscayne Park, het Biscayne National Park en het Biscayne Bay Street Circuit, een stratencircuit in Miami.